# Brugmansia candida
Brugmansia candida es una planta medicinal híbrida del género Brugmansia, de la familia Solanaceae. Se encuentra ampliamente distribuida en América del Sur. 

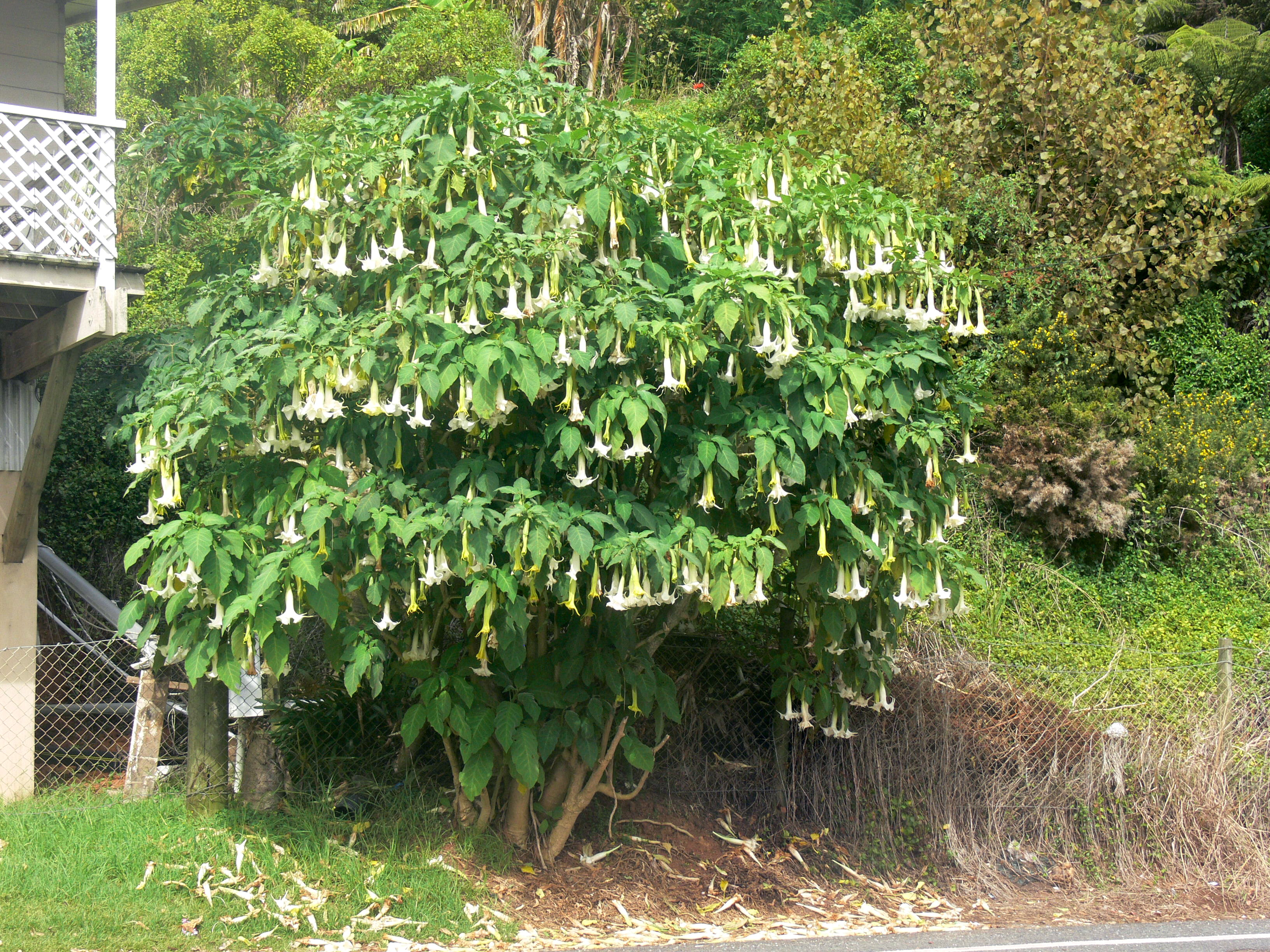
Vista de la planta en flor

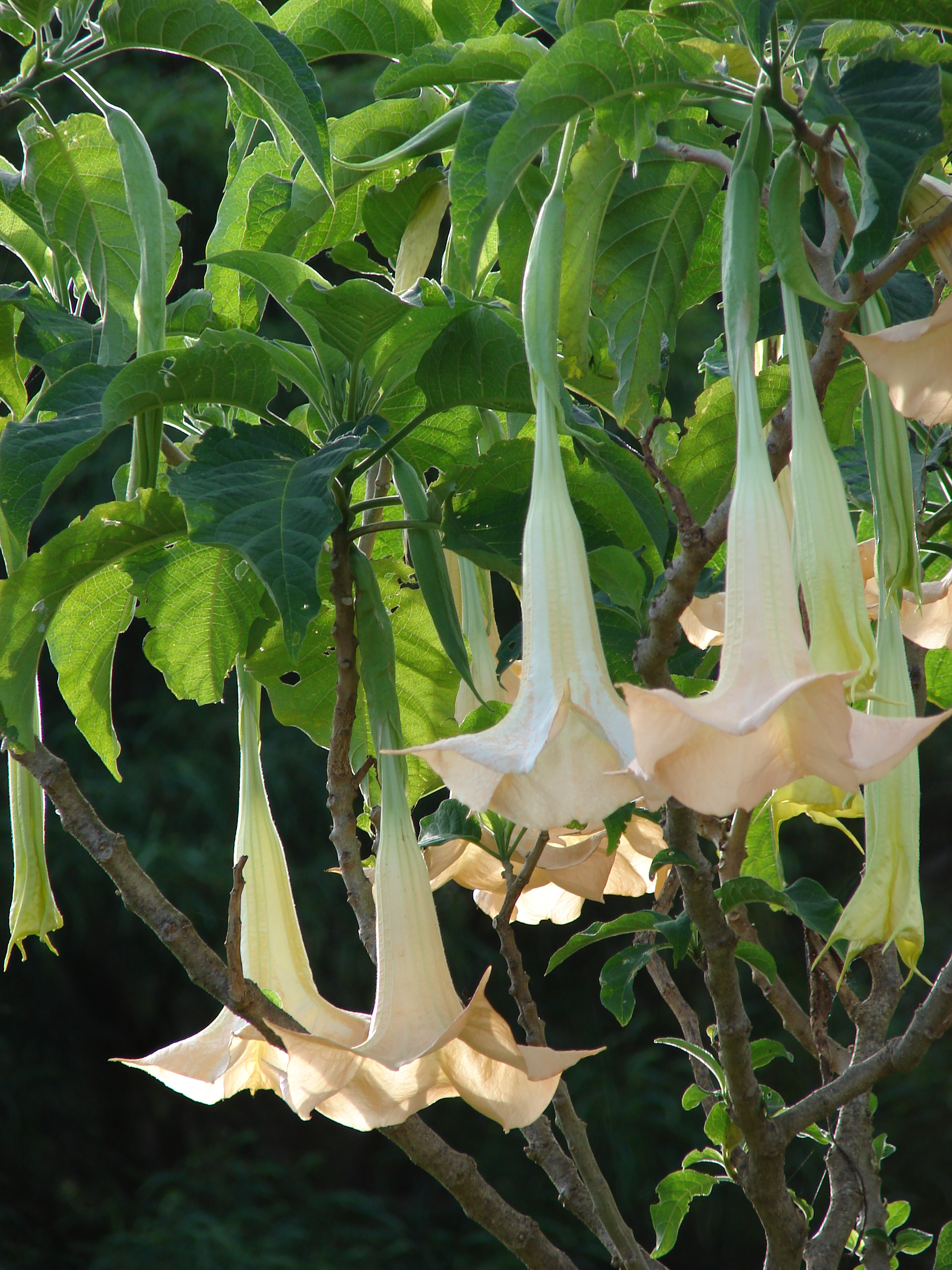
Detalle de las flores

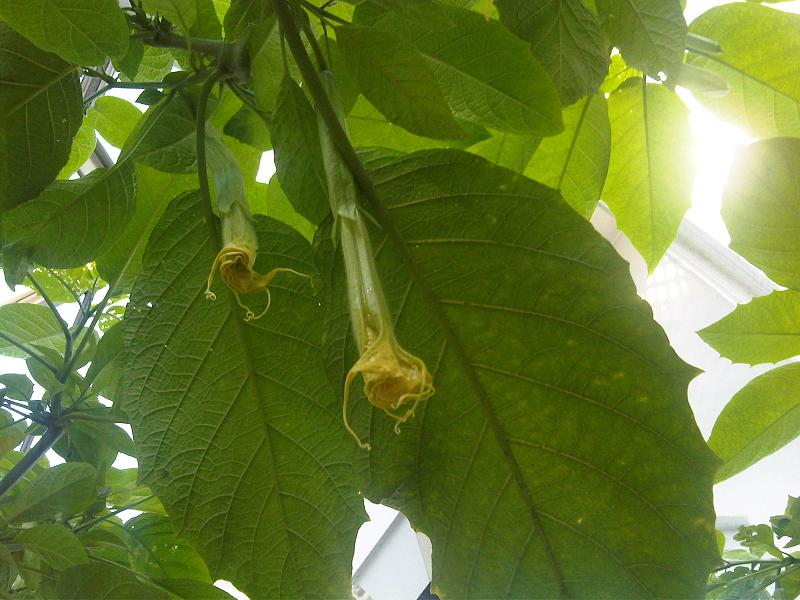
Hojas

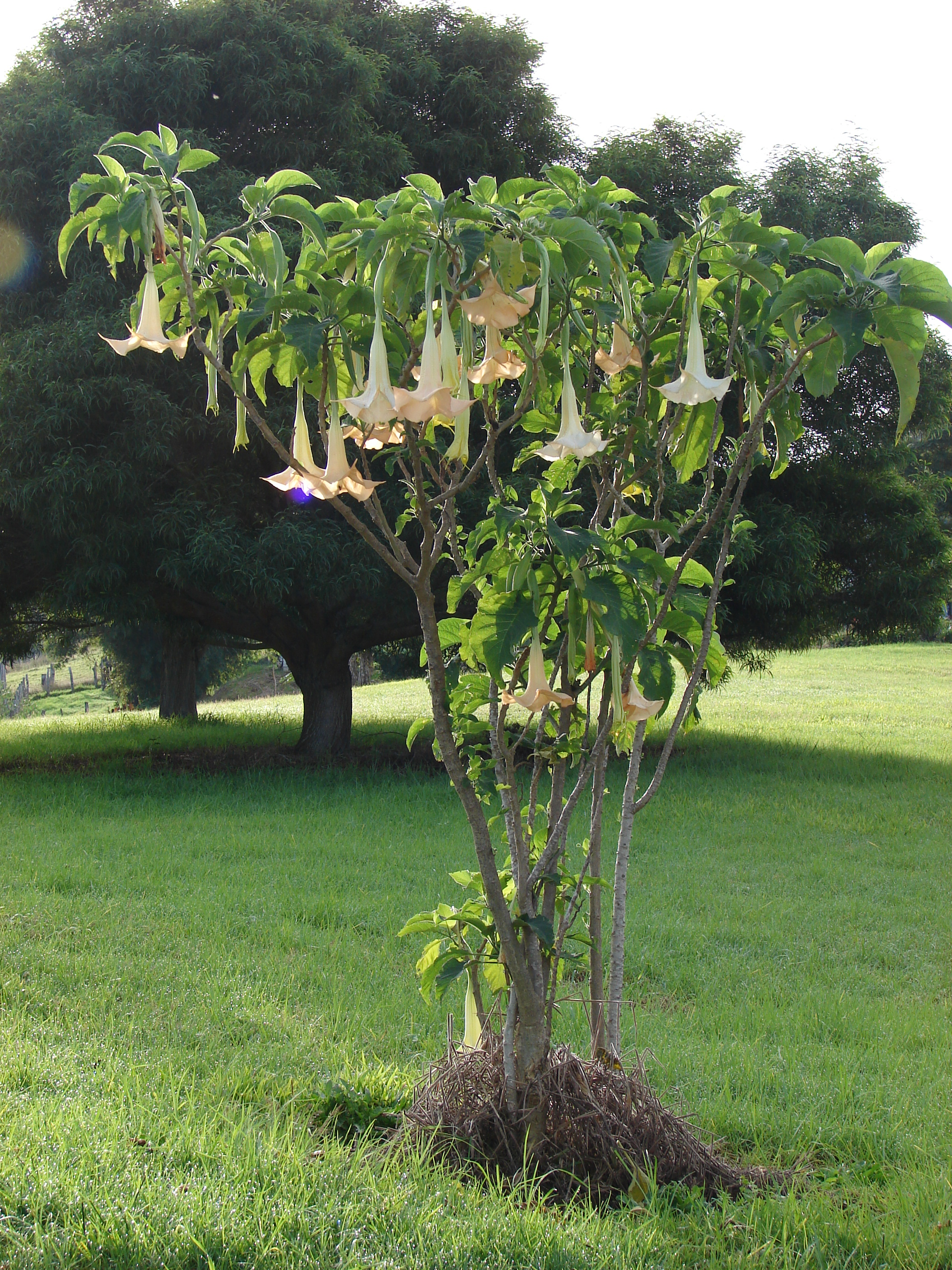
Detalle de la planta

## Descripción
Es un arbusto o árbol que alcanza un tamaño de aproximadamente 3 m de altura. Las hojas son alargadas y grandes, de color verde pálido y ásperas al tacto. Las flores son blancas y suelen presentar tonos rosados, tiene forma de campana, son grandes y péndulas.

## Distribución y hábitat
Originaria de Ecuador, Chile y Perú. Habita en climas cálido, semicálido y templado entre los 200 y los 2600 metros.
Planta cultivada en huertos familiares, presente en terrenos de cultivo, asociada a bosques tropicales caducifolio, subcaducifolio, subperennifolio y perennifolio, bosque espinoso, matorral xerófilo, bosque mesófilo de montaña, bosques de encino, de pino y mixto de pino-encino.

## Toxicidad
Como en el caso de Datura, todos los órganos aéreos de las especies correspondientes al género Brugmansia contienen sustancias cuyo consumo provoca relajación en el cuerpo humano tanto como en los animales compendio publicado por la Autoridad Europea de Seguridad Alimentaria en 2012. En concreto contienen alcaloides tropánicos tales como la escopolamina y la hiosciamina, entre otros. Su ingestión, tanto en humanos como en otros animales, puede resultar analgésico y el contacto con los ojos puede producir midriasis (dilatación de las pupilas) o anisocoria (desigualdad en el tamaño pupilar).

## Taxonomía
Brugmansia candida fue descrita por Christiaan Hendrik Persoon  y publicado en Synopsis Plantarum 1: 216. 1805.
Etimología
Brugmansia: nombre genérico otorgado en honor del botánico holandés Sebald Justinus Brugmans (1763–1819).
candida: epíteto latino que significa "muy blanca".
Sinonimia
- Brugmansia × candida Pers.
- Brugmansia arborea (L.) Lagerh.
- Datura arborea Ruiz & Pav.
- Datura × candida (Pers.) Voigt
- Datura candida (Pers.) Saff.
- Datura candida (Pers.) Pasq.[6]

## Nombre común
Campana, flor de campana, florifundio, florifundio blanco, floripondio, toloache, trombita, tulipán, borrachero.